# Retinite por citomegalovírus
Retinite por citomegalovírus é uma inflamação da retina do olho que pode levar à cegueira. É causada por citomegalovírus e é comum em pacientes com AIDS.
Algum dos sintomas : enxergar pontos flutuantes , flashes luminosos , pontos pretos ou visão desfocada